# Galadriel
Galadriel este o regină elfă, personaj al trilogiei Stăpânul Inelelor scrisă de J.R.R. Tolkien.
S-a născut în Anii Copacilor și face parte din casa regală a lui Finarfin.
Era purtătoarea inelului Nenÿa și era singura elfă care in a treia erǎ a Pământului de Mijloc l-ar fi putut distruge pe Sauron însuși. Era de origine Noldor(o rasă superioară a elfilor - renumiți prin înțelepciune). Pentru un timp a fost regina regiunii Eregion unde s-au și făurit Inelele Puterii. Apoi după distrugerea Eregionului de către Sauron, Galadriel împreună cu Celeborn (soțul ei) au fugit în regatul din apropiere - Lothlorien. Acolo, după moartea lui Amroth, Galadriel și Celeborn au devenit conducătorii regatului pădurean. Galadriel în acest timp a plantat semințele de Mallorn (copaci foarte înalți cu scoarța netedă și maroniu roșcată cu frunze aurii). Astfel orașul Caras Galadhon și-a căpătat renumele de „Orașul Luminilor și al cântecelor”.
Puterea inelului Nenya se putea observa și în Oglinda lui Galadriel unde Frodo și Sam s-au uitat în timpul șederii lor în oraș. Frodo i-a oferit inelul lui Galadriel, dar aceasta l-a refuzat deoarece dacă ar fi acceptat inelul atunci ea ar fi fost blocată pe Pământul de Mijloc, deoarece Valarii (spirite puternice echivalentul fortelor ce guverneaza lumea inca de la inceputurile ei[precum aerul,apa,natura,pamntul,moartea sau visul etc.]) nu i-ar fi permis întoarcerea în Valinor.
("În locul unui Lord Întunecat așezi o Regină! Nu întunecată ci frumoasă și teribilă precum dimineața și noaptea. Furtunoasă ca marea și înfricoșătoare precum fulgerul. Toți mă vor iubi și vor dispera!")
Dupa ce Lorien a fost atacată de orcii dinspre Dol Guldur, Galadriel a mers împreună cu armata din Lorien și Celeborn în Codrul Întunecat și a prefăcut zidurile cetății în ruine și i-a secat puțurile.
La sfârșitul erei a III-a, Galadriel a părăsit Pamântul de Mijloc pentru a pleca în Valinor.

## Rolul ei în Războiul Inelului
Galadriel nu a jucat un rol important în Războiul Inelului. Cauza principală a acestui fapt este că ea trebuia să-și protejeze propriul regat, Lothlorien, împotriva orcilor veniți din cetatea întunecată a lui Sauron, Dol Guldur.
Trei atacuri au avut loc asupra Lothlorien-ului, dar elfii le-au respins cu succes și pe lângă puterea arcurilor zvelte ale Galadhrimilor a fost și puterea inelului Nenya, prea mare ca să fie înfrântă. Numai dacă Sauron însuși având Inelul Suprem ar fi venit în Lorien acesta ar fi căzut în mâinile inamicilor.
Galadriel adesea se lupta cu Sauron în gând ea fiind telepatică. Acesta dorea cu ardoare să vadă în mintea lui Galadriel și s-o controleze, dar nu putea. Ea era prea puternică pentru el. Se spune ca în timpul celei de-al III-lea Ev al Pământului de Mijloc, Galadriel reprezenta cel mai mare pericol pentru Sauron.

## Despre personaj și Rebeliunea Nőldorilor
Galadriel s-a născut după cum am spus mai sus în Valinor, un ținut al continentului fictiv Aman, în timpul Anilor Copacilor(Laurelin și Telperion - cei doi copaci făuriți de Yavanna Zeița Vegetației și a Animalelor).
Tatăl ei era Finarfin liderul casei regale ce purta același nume, iar mama acesteia era Earwen.
Galadriel numită și Altáriel, Alatáriel sau Nerwën, a participat la Revolta al cărei lider era Fëanor. 
Revolta avea ca scop ieșirea Noldorilor din Aman și stăpânirea peste ținuturile îndepărtate ale Pământului de Mijloc. 
Liderii revoltei au fost Fëanor, Finarfin și Fongolfin. Între timp, Manwë(cel mai puternic dintre valari) a trimis solii care să-i avertizeze pe elfi de drumul primejdios și de locurile periculoase. Morgoth, cel mai oribil demon care la început a fost tot un valar, își trimitea nălucile să bântuie peste ținuturile Pământului de Mijloc. Fëanor nu l-a crezut pe cel trimis de Manwë și nici pe valari. Numai că, Fingolfin, Galadriel și Finarfin au început să dea înapoi. Ca să ajungă pe celălalt continent, Finwë avea nevoie de nave multe cu care să ducă elfii. Singurul loc de unde putea să facă rost de nave era portul elfilor Teleri, Alqualondë. 
Un atac devastator și sângeros a avut loc asupra orașului-port în urma căruia a fost distrus și navele incendiate. 
Blestemat a fost atunci neamul lui Fëanor ca toți moștenitorii lui și el însuși să moară în chinuri și să se chinuie să trăiască. 
Galadriel nu s-a implicat foarte mult în acea bătălie. Cu toate că portul fu asediat, elfii tot au fost nevoiți să o i-a pe jos. Fëanor a condus grupul uriaș de elfi până au ajuns la o cotitură. Se întrebau cu toții dacă ar fi bine să o i-a prin Helcaraxë (Ghețurile Scrâșnitoare) sau cu navele. Până la urmă au hotărât să construiască nave. 
Dar din cauză că nu se pricepeau în făurirea acestora, nu au reușit să săvârșească decât puține. 
Fëanor împreună cu apropiați de ai săi au fugit pe nave, restul aveau s-o i-a prin Helcaraxë.
Tare mult s-au mâniat Fingolfin și Finarfin de aceasta și s-au gândit că nu se pot întoarce înapoi în Valinor de rușine. Până la urmă s-au hotărât să meargă prin ghețuri și să rupă relațiile cu Fëanor.
Despre Galadriel nu se mărturisesc prea multe din această perioadă. 
Se spune că într-un târziu ar fi ajuns în Doriath, regatul lui Thingol. Acolo l-ar fi cunoscut pe Celeborn cu care s-a și căsătorit.
Un lucru important ce trebuie menționat este că Galadriel a plecat din Valinor doar cu un gând. Acesta i-a dat puterea să continue drumul: Să aibă propriul regat unde ea să fie Regină și unde nimeni și nimic să nu intre fără permisiunea sa, iar răul să nu-și aibă sălașul."

## Cărțile
Galadriel apare în toate cele trei cărți ca fiind personaj principal al capitolului său peronaj episodic.
De asemenea o poveste mai detaliată a personajului poate fi regăsită în "The Unfinished Tales" scrisă de J.R.R. Tolkien și editată parțial de fiul acestuia, Christopher Tolkien.

## Filme
Galadriel apare în The Hobbit și în trilogia Lord of the rings, regizate de Peter Jackson. Ea este interpretată de actrița de origine australiană Cate Blanchett.
Ultimul film al trilogiei "Stăpânul Inelelor" s-a turnat în 2003.